# Pierre-Suzanne Deschamps
Pierre-Suzanne Deschamps est un homme politique français né le 22 février 1745 à Lyon (Rhône) et décédé le 9 octobre 1793 dans la même ville.
Il est élu à l'Académie des sciences, belles-lettres et arts de Lyon en 1781.
Avocat de profession, il est élu député de la Noblesse aux États généraux de 1789 pour la sénéchaussée de Lyon, mandat qu'il briguera du 19 mars 1789 au 15 avril 1791. Il est aussi nommé secrétaire de l'Assemblée constituante en mars 1790. Néanmoins, il démissionne en avril 1790.